# San Antonio de Zapiga
San Antonio de Zapiga fue una antigua oficina salitrera ubicada actualmente en la comuna de Huara, I Región de Tarapacá, Chile. Durante su existencia, fue parte del Departamento de Pisagua de la antigua provincia de Tarapacá.

## Historia
Al iniciarse el periodo de desarrollo de la industria del salitre en el sur de Perú, nacieron las primeras "paradas", siendo una de ellas la "Parada de Astaburaga", existente entre 1810 y 1812. Con el paso de los años, hacia fines del siglo XIX, nuevos dueños peruanos poseyeron la antigua parada, que posteriormente se llamó "Parada de San Antonio". Sus dueños adquirieron la cercana hacienda de Tiliviche antes de 1870.
Al pasar el tiempo, el dueño de la parada pidió crédito a Mister Hainsworts, quien residía en Valparaíso. Debido a que les fue imposible pagar los créditos, la salitrera y la hacienda de Tiliviche fueron pérdidas por sus dueños y pasaron a manos de Hainsworts y Cía. a cargo del inglés John Syers Jones. En 1873, se formó la compañía The San Antonio Nitrate and Iodine Co. en manos de Syers Jones, Jhon D. Campbell y Mister Outram.
A principio de 1875 llegó a trabajar el joven ingeniero James Thomas Humberstone. Durante la Guerra del Pacífico, las tropas del Ejército de Chile tomaron la zona en 1879. En las cercanías de la oficina se apostaron algunos batallones chilenos (Chillán y Linares), que usaron los alrededores para las prácticas militares. Incluso, algunas frases fueron escritas con piedras que son visibles desde el aire: "Viva Chile; Batallón Chillán; marzo de 1880".
En 1896 los dueños de San Antonio adquieren la Compañía de Salitres y Ferrocarril de Junín, con el fin de trasladar los productos producidos hacia Caleta Junín. Esta salitrera, al igual que gran parte de la industria de nitratos, sucumbió para la Gran Depresión de 1929 y la crisis salitrera de los años 1930. En 1933, la oficina salitrera figura por documentos como paralizada.